# Torre de la Vila (la Coma)
La Torre de la Vila és una casa fortificada del municipi de La Coma i la Pedra, al Solsonès inclosa en l'Inventari del Patrimoni Arquitectònic de Catalunya.

## Situació
L'edifici es troba al mig dels camps de pastura que s'estenen al vessant sud de les Roques del Minguell damunt del ventall al·luvial de la Ribereta del Pujol que baixa, pel Clot de l'Infern, vertical, de la Serra del Verd.
Per anar-hi cal prendre la pista que surt del km. 4,6 de la carretera LV-4012 (de Sant Llorenç de Morunys a Tuixén) (42° 10′ 10″ N, 1° 35′ 47″ E / 42.16944°N,1.59639°E), en direcció a llevant. La pista està barrada al pas de vehicles i cal anar-hi a peu. S'arriba a la Torre en 1,7 km. Seguint la pista es pot visitar la masia del Pujol del Racó en un quilòmetre més. Caminada molt recomanable, sobretot a la tardor o a la primavera.

## Descripció

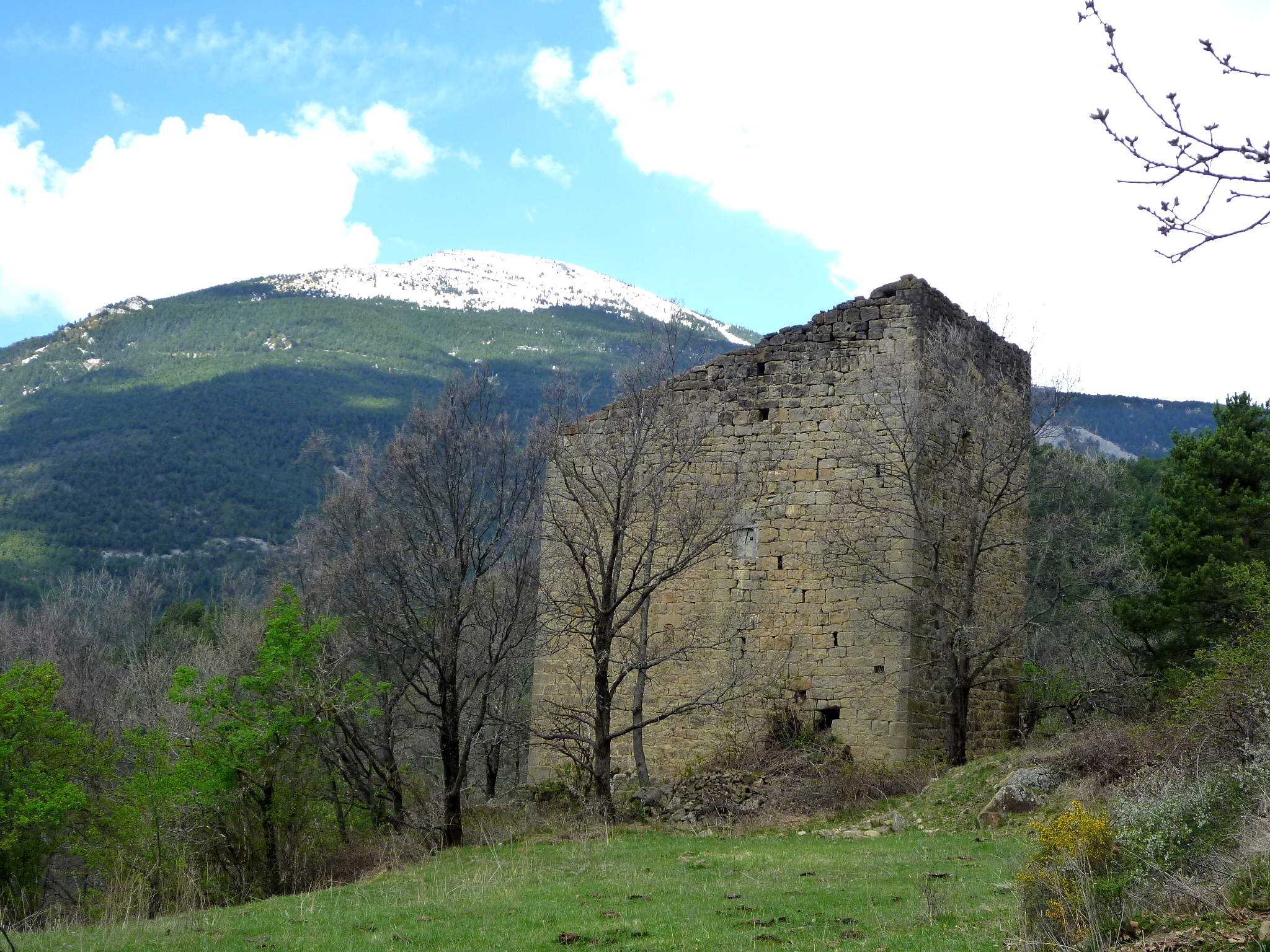
Amb la Bòfia al fons

Antic casal fortificat gòtic. Construcció civil medieval. Antiga "Turris" o masia fortificada formada per una planta baixa i tres pisos, a partir d'un esquema rectangular. Coberta amb un sol vessant amb bigues i teules. La planta baixa tenia dues habitacions (destinades al bestiar), el primer pis tenia tres cambres (la més gran destinada a sala amb el foc a terra) així com el segon i tercer pis (aquest últim condicionat com a pallissa i graner).

## Notícies històriques
El monestir de Sant Llorenç de Morunys posseïa l'església de Sant Andreu del Pujol del Racó, juntament amb la casa senyorial o dominical que segurament, se situava prop de les runes de l'anomenada "Torre dels Moros". Les runes d'aquesta torre corresponen a una antiga "Turris" o masia fortificada del segle xii i començaments del segle xiii.